# Liste von psychiatrischen Kliniken in der Schweiz
Moderne psychiatrische Kliniken entstanden in der Schweiz etwa ab der Mitte des 19. Jahrhunderts.

## Geschichte
Ab dem Mittelalter waren Geisteskranke in Irrenhäusern und Isolationsräumen in Spitälern, aber auch in privaten Anstalten untergebracht.
Beispiele aus Schweizer Städten:
- Basel: „Almosen“, Gebäude des früheren Franziskanerklosters bei der Barfüsserkirche, seit der zweiten Hälfte des 16. Jahrhunderts
- Bern: „Tollhaus“, einstöckiger Bau mit zwölf Zellen, seit 1749
- Genf: „Discipline“, verwaltet vom Spital
- Lausanne: seit 1810 auf dem Champ de l’air drei neue Spitäler, darunter ein „Hospice des aliénés“
- Zürich: ab 1551 „Lochkammer“ im Spital, ab 1817 Irrenhaus auf dem Areal des Spitals und 1842, nach Neubau des Spitals, Bezug des alten Spitals

Mit der Wahrnehmung psychischer Erkrankungen als gesellschaftliches Problem wurden ab Mitte des 19. Jahrhunderts „kantonale Heil- und Pflegeanstalten“ gegründet, die jeweils von einem Psychiater geleitet wurden. Meist wurden neue Gebäude errichtet, teilweise auch Klöster umgenutzt. Die Anstalten in Basel, Bern, Zürich, Lausanne und Genf dienten auch als Universitätskliniken. Um 1900 kamen private Kliniken hinzu. Ab den 1930er Jahren wurden in den Städten psychiatrische Polikliniken und Beratungsstellen gegründet.

## Kantonale psychiatrische Kliniken
Im Folgenden findet sich eine Übersicht über frühe kantonale psychiatrische Kliniken in der Schweiz (bis 1950) und die heute für stationäre Psychiatrie zuständigen Institutionen der Kantone. Die traditionellen Bezeichnungen entwickelten sich von „Irrenanstalt“ über „Heil- und Pflegeanstalt“ nach „psychiatrische Klinik“.
| Kanton                 | Traditionelle Bezeichnung | Standort        | Gründungsjahr | Heutige Institution                               | Bild |
| ---------------------- | ------------------------- | --------------- | ------------- | ------------------------------------------------- | ---- |
| Aargau                 | Königsfelden              | Windisch        | 1868          | Psychiatrische Dienste Aargau                     |      |
| Appenzell Ausserrhoden | Krombach                  | Herisau         | 1908          | Psychiatrisches Zentrum Appenzell Ausserrhoden    |      |
| Appenzell Innerrhoden  |                           |                 |               | Psychiatrisches Zentrum Appenzell Ausserrhoden    |      |
| Basel-Landschaft       | Hasenbühl                 | Liestal         | 1930          | Psychiatrie Baselland                             |      |
| Basel-Stadt            | Markgräflerhof            | Basel           | 1842          | Universitäre Psychiatrische Kliniken Basel        |      |
| Basel-Stadt            | Friedmatt                 | Basel           | 1886          | Universitäre Psychiatrische Kliniken Basel        |      |
| Bern                   | Waldau                    | Bern            | 1855          | Universitäre Psychiatrische Dienste Bern          |      |
| Bern                   | Münsingen                 | Münsingen       | 1895          | Psychiatriezentrum Münsingen                      |      |
| Bern                   | Bellelay                  | Bellelay        | 1899          | Psychiatrische Dienste Biel-Seeland – Berner Jura |      |
| Freiburg               | Marsens                   | Marsens         | 1880          | Freiburger Netzwerk für psychische Gesundheit     |      |
| Genf                   | Corsier                   | Corsier         | 1832          | Hôpitaux universitaires de Genève                 |      |
| Genf                   | Les Vernets               | Plainpalais     | 1838          | Hôpitaux universitaires de Genève                 |      |
| Genf                   | Bel-Air                   | Thônex          | 1900          | Hôpitaux universitaires de Genève                 |      |
| Glarus                 |                           |                 |               | Kantonsspital Glarus                              |      |
| Graubünden             | Waldhaus                  | Chur            | 1892          | Psychiatrische Dienste Graubünden                 |      |
| Graubünden             | Realta                    | Cazis           | 1919          | Psychiatrische Dienste Graubünden                 |      |
| Jura                   |                           |                 |               | Hôpital du Jura                                   |      |
| Luzern                 | St. Urban                 | Pfaffnau        | 1873          | Luzerner Psychiatrie                              |      |
| Neuenburg              | Préfargier                | Marin           | 1849          | Centre neuchâtelois de psychiatrie                |      |
| Neuenburg              | Perreux                   | Perreux         | 1897          | Centre neuchâtelois de psychiatrie                |      |
| Nidwalden              |                           |                 |               | Psychiatrie Obwalden/Nidwalden                    |      |
| Obwalden               |                           |                 |               | Psychiatrie Obwalden/Nidwalden                    |      |
| St. Gallen             | St. Pirminsberg           | Pfäfers         | 1845          | St. Gallische Psychiatrie-Dienste Süd             |      |
| St. Gallen             | Wil                       | Wil             | 1892          | Psychiatrie St.Gallen Nord                        |      |
| Schaffhausen           | Breitenau                 | Schaffhausen    | 1891          | Spitäler Schaffhausen                             |      |
| Schwyz                 |                           |                 |               | Psychiatrische Klinik Zugersee                    |      |
| Solothurn              | Rosegg                    | Solothurn       | 1860          | Psychiatrische Dienste Solothurn                  |      |
| Tessin                 | Casvegno                  | Mendrisio       | 1898          | Organizzazione socio-psichiatrica cantonale       |      |
| Thurgau                | Münsterlingen             | Münsterlingen   | 1840          | Psychiatrische Dienste Thurgau                    |      |
| Uri                    |                           |                 |               | Psychiatrische Klinik Zugersee                    |      |
| Waadt                  | Cery                      | Prilly          | 1873          | Service de la santé publique                      |      |
| Wallis                 | Malévoz                   | Monthey         | 1901          | Spital Wallis                                     |      |
| Zug                    | Franziskusheim            | Oberwil bei Zug | 1909          | Psychiatrische Klinik Zugersee                    |      |
| Zug                    | Meisenberg                | Oberwil bei Zug | 1926          | Psychiatrische Klinik Zugersee                    |      |
| Zürich                 | Rheinau                   | Rheinau         | 1867          | Psychiatrische Universitätsklinik Zürich          |      |
| Zürich                 | Burghölzli                | Zürich          | 1870          | Psychiatrische Universitätsklinik Zürich          |      |